# Éditions Michel Deligne
Pour les articles homonymes, voir Deligne.
Les éditions Michel Deligne, fondées en 1972, sont la maison d'édition de bande dessinée du libraire bruxellois Michel Deligne, également fondateur en 1972 de la première librairie bruxelloise (Curiosity House) consacrée à la bande dessinée ancienne. Deligne édita le bimestriel Curiosity Magazine, aidé par une petite équipe formée par Daniel Depessemier, Alain Van Passen et d'autres amateurs de bande dessinée. Il réédita également de 1972 à 1985 de nombreuses anciennes bandes dessinées, mais il lance également la carrière de tout jeunes auteurs,,,.

## Historique

### Vendeur au marché aux puces

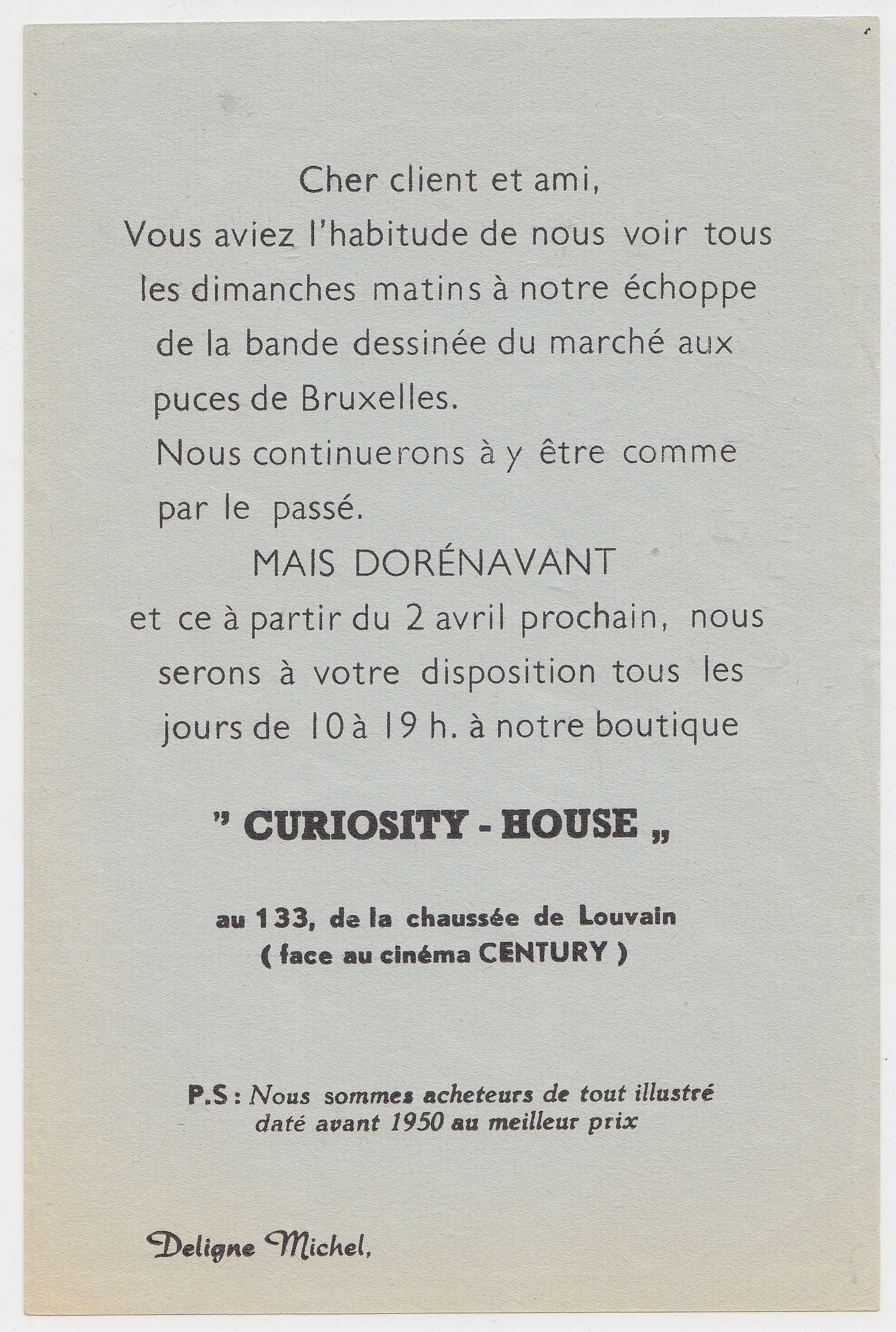
Annonce ouverture Curiosity House le 2 avril 1971.

Michel Deligne naît le 22 janvier 1938,. Issu du milieu ouvrier et orphelin de père à l'adolescence, il quitte Monceau-sur-Sambre pour s'installer à Bruxelles. Il travaille comme groom à La Caisse Privée de Belgique et étudie la comptabilité en cours du soir. Marié et père de trois enfants. Fin des années 1960, Michel Deligne, passionné de bandes dessinées anciennes, se lance dans le commerce de celui-ci en tant que vendeur sur le marché aux puces, où il partage une petite échoppe avec un copain numismate, place du Jeu de Balle à Bruxelles. Capitale de l'Europe mais aussi de la bande dessinée en Belgique, une importante concentration des acteurs majeurs du secteur y sont implantés, citons Casterman, Lombard, Dupuis, le Studio Hergé, le Studio Peyo et Franquin y a son atelier. L'ébullition dans le milieu de la collection finit par se traduire par un déplacement du commerce depuis le marché aux puces ou les formes d’échanges informels vers des commerces spécialisés. Avec l’aide de son épouse, il trouve une vieille boutique à tabac et liqueur. Deligne est pionnier, il décide donc de franchir le pas et il imprime un prospectus pour annoncer à ses clients l'ouverture prochaine de Curiosity-House, sa boutique avec deux petites vitrines et une porte au milieu au 133 chaussée de Louvain.

### Curiosity House
Deligne ouvrira le 2 avril 1971, la maison des curiosités « Curiosity House » située 133 chaussée de Louvain à Saint-Josse-ten-Noode. Très vite on apprend qu’« un fondu a ouvert une boutique qui vend des petits Mickets ». Morris, Will, Eddy Paape, Craenhals, Roba, Hergé redécouvrent leurs lectures d’enfance, les épisodes perdus de leurs séries préférées et leurs premiers péchés de jeunesse. La bande dessinée a désormais son temple et son gardien. Curiosity House est une des toutes premières librairies spécialisée en bande dessinée de Belgique,. Ce qui intéresse particulièrement Deligne, ce sont les illustrés de l'âge d'or (1950). En semaine, c'est Françoise Springael qui tient le magasin, pendant que Deligne conserve son emploi initial de mécanographe-comptable.
Début des années 1970, justement, l'âge d'or de la bande dessinée belge semble ne jamais finir : Jijé, Tillieux, Paul Cuvelier, Devos, Hergé, Peyo, Franquin, Ever Meulen, Thierry Groensteen, les frères jumeaux Daniel et Didier Pasamonik, Gérard Goffaux, Claude Renard se pressent et s'écrasent les pieds dans l'antre de Deligne.
Rapidement une réputation internationale lui vient en revendant à de multiples reprises des exemplaires du très célèbre et recherché Tintin chez les Soviets de Hergé en édition originale comme il se doit. Son magasin, parce que c'en était un, attirait une clientèle de vedettes de la chanson (Renaud, Il était une fois) ou du cinéma mais aussi des armes à feu. Philippe Capart, explique : « Au sein du magasin, Deligne, fan de l'Empire et du Western, proposait des armes de collections en vente, officiellement démilitarisées, mais la fascination était bien présente ». Parmi ces collectionneurs d'armes à feu, on peut citer : Michel Deligne, André Leborgne (distributeur indépendant), Maurice Tillieux, Alexis Heusy (collectionneur), Claude Renard, Jacques Devos.
Pour s'approvisionner en bonne marchandise, il se rendait en voiture avec André Benn au marché aux puces de Saint-Ouen proche banlieue de Paris. Sur place, il achetait des pièces rares aux antiquaires qui tenaient boutique sur le marché et lui-même chinait et vendait la marchandise qu'ils avaient emporté de Bruxelles. Deligne fréquentait aussi les premières conventions de France, dont Paris, c'était aussi l'occasion de rencontrer des dessinateurs déjà au sommet de leur gloire tels que Maurice Tillieux, Will, William Vance, Jijé et Franquin.

### Démarrage de la maison d'Éditions Michel Deligne
En 1972, Deligne va exercer un nouveau métier, celui d'éditeur, non pas une grande structure éditoriale comme le sont Dupuis, Casterman et Lombard en Belgique, mais une petite structure visant un marché de niche. Fort des valeurs en vigueur sur le vieux marché, il apprend son métier sur le tas, fonctionne à l'amitié.
Deligne, grand ami de Tillieux va lui présenter celui-ci. Benn en compagnie de Mythic se sont rendus au domicile de Tillieux pour une interview parue dans le premier numéro de Curiosity Magazine daté du 1er août 1972 qui sera la première publication des Éditions Michel Deligne. Outre les personnes déjà citées en haut de l'article ont également participé à cette aventure éditoriale André Benn, utilisé comme lettreur, Jacqueline Benn comme coloriste, Jacques Géron dont il fut le premier éditeur, Mythic comme reporter-interviewer, Jean-Claude De la Royère chargé de remettre les bleus de coloriage ainsi que le lettrage à faire.

#### Curiosity Magazine (1972-1978)

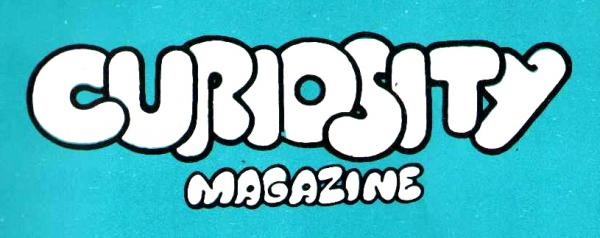
Logo du Curiosity Magazine aux Éditions Michel Deligne

Surtitré : Le tremplin des jeunes espoirs

Le no 1 du 1er août 1972 au dernier no 29 du 1er juin 1978, imprimés à Bruxelles au format : 210 × 280 mm puis 297 mm (A4) portrait/vertical. La pagination est variable : (48 pour le no 1, puis 54 pour les 2 suivants, puis 84, 66, 68 pages, souvent 72 pages et parfois 96 pages. La couverture est imprimée en offset couleur et le support intérieur est en offset noir et blanc. La périodicité est bimestrielle mais de nombreux retards sont enregistrés dans la publication. À partir du no 15, le magazine est simplement titré Curiosity.

Principales bandes : Félix (Tillieux), Mammouth le fortiche (Ever Meulen).

On retrouve la signature de : Ivas Angel, André Benn, Berthet, Guy Clair, Coria, Crisse, Paul Cuvelier, Guy Dedecker, Jacques Devos, Dunbar, Ben Durant, Jijé, Alain Jost, Mail Syme, Fats, Fred Funcken, Jacques Géron, René Giffey, Gust, Marc Hardy, Michel Kichka, Yann Le Pennetier, Étienne Le Rallic, René Pellos, François San Millan, Sirius, Maurice Tillieux, Tim, William Vance.

#### Spatial (1978-1982)

Logo revue Spatial aux Éditions Michel Deligne

Fantastique et Science-Fiction d'hier et d'aujourd'hui

Rédacteur en chef J.C. De la Royère ; secrétaire de rédaction Martine Janssen
- Le no 1 de janvier 1978 à no 14 en 1983, imprimés à Bruxelles[13] et Wilsele, Louvain[14] (Pencoprint) au format : 210 × 297 mm (A4) portrait/vertical. Pagination variable de 80 p. à 100 p. dont 32 en couleurs. La périodicité est bimestrielle ou trimestrielle.
- Les bandes dessinées les plus importantes sont : Flash Gordon, Guerre avec Mars, Héroïc-Albums
- Les auteurs qui ont participé à cette publication : Mœbius, Hermann, Berthet, Jean-François Charles, Crisse (première publication)[15], Devos, Jean-Louis Humblet, Géron, Francisco Solano López, Pierre Kosc[16], Maison, Michetz, Eddy Paape, San Millan, Vance, Vincent Hardy, Olivier Wozniak.

#### Félix Magazine (1982)
Le magazine de luxe du suspense. Trimestriel. Revue cartonnée comme un album
- Le no 1 du 1er trimestre au no 3 du 4e trimestre 1982, imprimés à Bruxelles au format : 210 × 297 mm (A4) portrait/vertical. 100 p., reliure cartonnée, mélange de planches en noir et blanc et en couleurs.
- Le no 1 du 1er trimestre 1982 reprend les signatures de Dimberton, Jean-François Charles, Jacques Santi et Jan Bucquoy et Maurice Tillieux (Félix, Couleurs : Jacqueline Benn).
- Le no 2 du 2e trimestre en 1982 reprend les signatures de Dimberton, Jean-François Charles, Jacques Santi et Jan Bucquoy.
- Le no 3 du 4e trimestre 1982 reprend les signatures de Dimberton, Wasterlain, Jacques Santi et Jan Bucquoy.

#### Le journal illustré le plus grand du monde (1982-1983)
Mensuel. J.C. De la Royère (Directeur de la publication). Michel Deligne (Directeur de la publication)
- Le no 1 du 1er octobre 1982 au no 5 du 1er février 1983, imprimés à Bruxelles au format : 610 × 450 mm portrait/vertical. 32 p., en noir et blanc[19].

Sur une idée de Michel Deligne qui s'est inspiré du journal Junior, éditions S.P.E. qui paraissait dans les années 1930 au format 54 × 39 cm et qui a été le plus grand journal ayant jamais existé. Ce grand journal contient des articles de fond comme tout journal se doit d'avoir du rédactionnel ainsi que de la bande dessinée inédite ou des rééditions. Jean-Claude De la Royère s'occupant de l'éditorial et de la maquette.

### Rôle dans la création
Deligne devient le lien entre la création contemporaine et les titres plus anciens. Bien que très modeste, le travail d'éditeur de Deligne permet à de jeunes auteurs de trouver leur public et de se forger une expérience avec Curiosity Magazine dont le tirage variait de 500 à 1000 exemplaires ou Le Journal Illustré (le Plus Grand du Monde).
N'étant pas astreint à la loi sur les publications pour la jeunesse, ni à l'encan des valeurs chrétiennes, les publications favorisent des récits d'anticipation ou de science-fiction mettant en scène un érotisme violent, une vision noire de la société.

### Succès et notoriété
En 1973, simultanément avec les éditions RTP, c'est particulièrement Michel Deligne qui se réapproprie l'édition de la bande dessinée belge de l'après-guerre parmi les libraires belges qui se lancent dans l'édition.
Deligne est la figure centrale de la génération des libraires-éditeurs, par sa longévité et le rayonnement de sa boutique. Le catalogue est plus éclectique (albums Gordinne, pockets Artima…).
Pour Jacques Schraûwen, l'éditeur Michel Deligne est 

« un de ces personnages trop oubliés sans lesquels la BD ne serait peut-être pas tout à fait ce qu’elle est aujourd’hui. »

#### Ambiance des cocktails
Les grands auteurs de bande dessinée, amis de Michel Deligne lui permettront de sortir des pépites. Il prend pour habitude d'insérer dans ses publications des photos de ceux-ci prises dans sa librairie lors de cocktails venait en nombre et en force avec ses ténors les fameux membres de la bande des quatre (Jijé, Franquin, Morris et Will) avec Sirius et Maurice Tillieux notoirement accompagnés par la deuxième génération d'auteurs du journal Spirou (Francis, Devos) et les suivantes Ever Meulen, Benn et Jacqueline Benn sa coloriste, Jacques Géron, Alec Séverin. Les auteurs venaient accompagnés de leurs épouses respectives (cfr. photos d'époque) et l'École de Bruxelles était également représentée avec la présence de William Vance et Petra, Bob de Moor, Guy Bara, Paul Cuvelier et bien d'autres encore. La petite équipe éditoriale composée de Daniel Depessemier, Alain Van Passen et d'autres amateurs de BD était bien présente et ainsi le monde se pressait dans la librairie. Dire que l'ambiance était très cordiale était un euphémisme, à cette époque, les lois étaient autres et presque tout le monde fumait, Deligne fumait son cigare. Claude et Willy Maltaite, lors d'une entrevue en 2000 avec Stéphane Lemaire lui ont conté ces moments qui restaient pour eux de très beaux souvenirs. Lire l'étude faite par Sylvain Lesage sur le milieu des éditeurs bruxellois notamment.

#### Précurseur
Les jeunes éditeurs que sont Michel Deligne et Jacques Glénat sont les premiers à comprendre la nécessité d’une
réédition à moyen terme. Le succès des Marc Dacier de Deligne ainsi que l'exploitation des récits de Félix de Tillieux ont donné des idées aux grands éditeurs de la place qui ont commencé à entrevoir à rentabiliser leur fonds patrimonial. C'est ainsi que naîtra la collection « Péchés de jeunesse » de Dupuis et verra la parution en couleurs de la série Marc Dacier ainsi que la poursuite de la publication de la série Félix, toujours chez le même éditeur.

### Expertise de Michel Deligne
Fondateur de la Chambre belge des experts en bande dessinée mieux connue des collectionneurs sous son acronyme C.B.E.B.D., son expertise incontestable est reconnue et entérinée par les compagnies d'assurances chargées d'assurer les collections.

### Vivre sa passion
Pour faire vivre sa passion, les choix éditoriaux que Deligne fera ne seront pas toujours commercialement rentables.
Patrick Pinchart écrit en 1984 à son sujet : « La politique d'albums des Éditions Deligne a souvent étonné. Si, incontestablement, cette maison compte quelques réussites audacieuses à son actif, il est tout aussi incontestable que les échecs cuisants n'ont pas manqué » ». Il impute ces errements au fait que Michel Deligne se laisse avant tout guider par ses goûts et ses amitiés, comportement qui assurait à ses publications un suivi attentif, mais qui conduit à de trop fréquents « coups de cœur trop mal placés ».

Quant à un autre ancien rédacteur en chef de Spirou, Olivier Van Vaerenbergh dépeint Michel Deligne ainsi : 

« un autre fou furieux qui se passionnait pour la "vieille" bande dessinée et toutes les perles graphiques oubliées derrière les quelques grands. »

### Subside controversé
En 1982, les difficultés commencent pour Deligne, qui dissocie la librairie de sa maison d’édition en créant une société d’édition dédiée en septembre 1982 afin, vraisemblablement, de préserver sa librairie face aux difficultés économiques. En 1983, la clôture de l’exercice fait apparaître un déficit de 1 246 millions de francs belges, ce qui amène Jean-Maurice Dehousse, alors Ministre-Président de la Région wallonne, à proposer d’octroyer une aide de 10 millions de francs belges aux éditions Deligne. Cette aide suscite immédiatement des débats importants, mais n’empêche pas la mise en liquidation de la société en 1986, laissant derrière elle une dette de 6,065 millions de francs belges sans espoir de récupération et Deligne reprend ses activités de libraire.

## Production
Éditions Michel Deligne - Curiosity Magazine - Catalogue no 2 - septembre 1978 - éditions et diffusion s.a., 24 × 16 cm 16 pages.

### Albums
La production des éditions Michel Deligne est à ce jour inconnue car selon les sources, on a des résultats compris entre 147 et 219 titres. Floriane Philippe avance le chiffre de 196 titres. Évolution de la publication : Blondin et Cirage contre les gangsters et La Clé hindoue en 1973 et 1 titre en 1974, en 1975, ce sont 9 titres qui paraissent dans l’année, à partir de 1976, la croissance est considérable. La grande majorité (+/- 75 %) de la production a lieu sur la seule période 1977-1982.
- Marc Dacier éditions Éditions Michel Deligne coll. « Curiosity » au tirage limité à 1000 exemplaires, mais réimprimé à de nombreuses reprises avec cette même mention[30].

#### Collection «16/24»
- L'Île de Cassiopée, Deligne, Bruxelles, 1981
Scénario : Roland Delaite - Dessin : Bruno Di Sano - Couleurs : noir et blanc[31].
- Dédé Loupiot contre les Boches, Deligne, Bruxelles, 1981
Scénario : René Giffey - Dessin : René Giffey - Couleurs : noir et blanc
- Ben...gnoire sanglante[32], Deligne, 1981
Scénario et dessin : Bernard Durand (Ben) - Couleurs : noir et blanc,Série : Sophie Claveloux, t. 2
- Sortilèges, Deligne, Bruxelles, 1982
Scénario : Maric - Dessin : Gérald Forton - Couleurs : noir et blanc,Série Yvain de Kanhéric.
- L'homme à la main coupée, Deligne, Bruxelles, 1982
Scénario : Maric - Dessin : Gérald Forton - Couleurs : noir et blanc,Série Yvain de Kanhéric.

#### Aventures de l'âge d'or
Présentation luxueuse sous forme d'albums colorés de rééditions d'auteurs de ce fameux âge d'or. Ouvrages collectifs, les noms des auteurs ne sont pas mentionnés.
Les récits mémorables de cette collection sont : Johnny Hazard, Valhardi (Jijé), Arys Buck (Albert Uderzo), Jungle Jim (Alex Raymond), Les Pionniers du Nouveau Monde (Jean-François Charles), Kaza le Martien (Kline), L'Épervier bleu (Sirius), Red Ryder (Fred Harman), Achille & Boule de Gomme (Tillieux), Les Conquistadors de la liberté par Bruno Di Sano,...

#### Collection «Curiosity Magazine»
Cette collection propose de découvrir quelques classiques de la bédé.
- 1 Bernard Chamblet dans la tourmente, Deligne, Bruxelles, 1976
Scénario et dessin : Étienne Le Rallic - Couleurs : noir et blanc,Tirage limité à  1000 exemplaires, grand format.
- 2 Bernard Chamblet dans le maquis, Deligne, Bruxelles, 1976
Scénario et dessin : Étienne Le Rallic - Couleurs : noir et blanc,Tirage limité à 1000 exemplaires, grand format.
- 3 Bernard Chamblet dans la Libération, Deligne, Bruxelles, 1976
Scénario et dessin : Étienne Le Rallic - Couleurs : noir et blanc,Tirage limité à 1000 exemplaires, grand format.
- 4 Bernard Chamblet et l'Indochine, Deligne, Bruxelles, 1976
Scénario et dessin : Étienne Le Rallic - Couleurs : noir et blanc,Tirage limité à 1000 exemplaires, grand format.
- C'étaient des hommes, Deligne, Bruxelles, 1976
Scénario : Yves Duval - André-Paul Duchâteau - Jacques Stoquart - André Fernez - Dessin : William Vance - Couleurs : noir et blanc,Tirage limité à  1000 exemplaires, grand format.
- Le Lion de Flandre, Deligne, Bruxelles, 1975
Scénario : Bob de Moor - Dessin : Bob de Moor - Lettrage : Benn - Couleurs : noir et blanc - Tirage limité à 1000 exemplaires, grand format.[35]
- Phaline - La Contestatrice du subconscient[36], Deligne, Bruxelles, 1975
Scénario et dessin : Christian - Couleurs : noir et blancSeul et unique album de bande dessinée pour adultes de la collection « Curiosity ». Tirage limité à 1000 exemplaires, grand format.
- Rétrospective Jean Valhardi - Tome 1[37], Deligne, Bruxelles, 1975
Scénario : Jean Doisy - Dessin : Eddy Paape - Couleurs : noir et blancContient : Valhardi et les Rubens, Les Diamants artificiels et Valhardi détective. Tirage limité à 1000 exemplaires.
- Rétrospective Jean Valhardi - Tome 2, Deligne, Bruxelles, 1975
Scénario : Yvan Delporte - Dessin : Eddy Paape - Couleurs : noir et blancContient : Valhardi et Jacquot, Le Roc du diable, À la poursuite de Max Clair et Les Êtres de la forêt. Tirage limité à 1000 exemplaires.
- Surcouf, Deligne, Bruxelles, 1975
Scénario : Jean-Michel Charlier - Dessin : Victor Hubinon - Couleurs : noir et blancIntégrale. Contient les 3 albums Dupuis.
- West stories, Deligne, Bruxelles, 1977
Scénario : Michel Vasseur alias André-Paul Duchâteau - Dessin : Jean Pleyers - grand format.[38]

#### Collection "Dino Attanasio, trente années de Bandes dessinées"
- 1. Flash Back et la 4e dimension, Deligne, Bruxelles, 1979
Scénario : Yves Duval - Dessin : Dino Attanasio - Couleurs : noir et blanc
- 2. Ambroise & Gino - Mystère à Milan, Deligne, Bruxelles, 1979
Scénario : Triberti - Dessin : Dino Attanasio - Couleurs : noir et blanc
- 4. El gaucho triste - Bandonéon, Deligne, Bruxelles, 1979
Scénario : Yvan Delporte - Dessin : Dino Attanasio - Couleurs : noir et blanc
- 5. El tango de la révolucion - Bandonéon, Deligne, Bruxelles, 1979
Scénario : Yvan Delporte - Dessin : Dino Attanasio - Couleurs : noir et blanc

#### Collection «Noir sur blanc»
- 1. Sang anesthésie, Deligne, coll. « noir sur blanc », Bruxelles, 1982
Scénario : Jean-Claude Derudder - Dessin : Antonio Cossu - Couleurs : noir et blanc
- 2. L'agent de la national, Deligne, coll. « noir sur blanc », Bruxelles, 1982
Scénario : Carlos Sampayo - Dessin : Julio Schiaffino - Couleurs : noir et blanc
- 3. Faits divers, Deligne, coll. « noir sur blanc », Bruxelles, 1982
Scénario : Francesco Pittau - Dessin : Sergio Salma - Couleurs : noir et blanc[39]
- 4. Faccioni[40], Deligne, coll. « noir sur blanc », Bruxelles, 1982
Scénario et dessin : Gérard Goffaux,Tirage limité à 2000 exemplaires, grand format.

#### Collection Rétrospective Fernand Dineur
- 1. Les Prouesses de Cap Joc, Deligne, coll. « Rétrospective Fernand Dineur », Bruxelles, 1976
Scénario : Fernand Dineur - Dessin : Fernand Dineur - Couleurs : noir et blanc[41]

SérieTif et Tondu.
- 2. La Vallée Perdue, Deligne, coll. « Rétrospective Fernand Dineur », Bruxelles, 1976
Scénario et dessin : Fernand Dineur - Couleurs : noir et blanc[42]
- 3. Jungle, Deligne, coll. « Rétrospective Fernand Dineur », Bruxelles, 1976
Scénario et dessin : Fernand Dineur - Couleurs : noir et blanc
- 4. Coupe coupe, Deligne, coll. « Rétrospective Fernand Dineur », Bruxelles, 1976
Scénario et dessin : Fernand Dineur - Couleurs : noir et blanc
- 5. Les Ombres de la mer, Deligne, coll. « Rétrospective Fernand Dineur », Bruxelles, 1976
Scénario et dessin : Fernand Dineur

#### Collection Rétrospective Le Rallic
- 1. Jojo... cow-boy - L'homme aux mains d'acier, Deligne, coll. « Rétrospective Le Rallic », Bruxelles, 1977
Scénario et dessin : Étienne Le Rallic - Couleurs : noir et blanc,Série Teddy Bill #1.
- 2. Teddy Bill défenseur des frontières, Deligne, coll. « Rétrospective Le Rallic », Bruxelles, 1977
Scénario et dessin : Étienne Le Rallic - Couleurs : noir et blanc,Série Teddy Bill #2.
- 3. Teddy Bill défenseur des frontières 2e épisode, Deligne, coll. « Rétrospective Le Rallic », Bruxelles, 1977
Scénario et dessin : Étienne Le Rallic - Couleurs : noir et blanc,Série Teddy Bill #3.
- 4. Leclerc soldat de légende, Deligne, coll. « Rétrospective Le Rallic », Bruxelles, 1977
Scénario : Louis - Dessin : Étienne Le Rallic - Couleurs : noir et blanc
- 5. Alerte dans la prairie, Deligne, coll. « Rétrospective Le Rallic », Bruxelles, 1977
Scénario et dessin : Étienne Le Rallic - Couleurs : noir et blanc,Série Teddy Bill #4.
- 6. La Flèche du soleil, Deligne, coll. « Rétrospective Le Rallic », Bruxelles, 1977
Scénario et dessin : Étienne Le Rallic - Couleurs : noir et blanc,Série Teddy Bill #5.

#### Collection «Tremplin des jeunes»
- Mords aux rats[43], Deligne, 1977
Scénario : E. Volder - Dessin : Ben (Bernard Durand),Tirage limité à 1000 exemplaires.
- Les Patés du Capitaine Blunk[44], Deligne, 1978
Scénario : Gilles Bechet - Dessin : Peeter (Peter Pluut),(21 × 28,5 cm), album souple, couverture illustrée en couleurs, 46 planches en noir, sélection Curiosity Magazine

#### Collection «Zombie»
- Clear-Love lave plus blanc[45], Deligne, 1982
Scénario et dessin : Marc Hernu - Couleurs : noir et blanc.

#### A Story of War
- 1 A Story of War + 2 other stories, Deligne, Bruxelles, 1985
Scénario et dessin : Al Séverin,Tirage en 2 fois à un mois d'intervalle de 30000 exemplaires. La couleur de la réédition est légèrement différente. Format A5.

#### Alain Moreau
- 1 Retour au pays noir[46], Deligne, coll. « Une aventure fantastique », Bruxelles, 1982
Scénario : Jan Bucquoy - Dessin et couleurs : Marc Hernu,imprimerie Pencoprint.

#### Algérie française!
- 1 Algérie française !, Deligne, Bruxelles, 1985
Scénario : Duménil - Dessin : Denis Merezette - (ISBN 2-87135-004-3)

#### Almanach 78 Curiosity
- 1 Spécial M. Tillieux, Deligne, Bruxelles, 1978
Scénario : Maurice Tillieux, Yves Plateau, Stéphane De Becker - Dessin : Maurice Tillieux, Yves Plateau, Stéphane De Becker,Couverture : Jacques Géron - Préface : Thierry Martens

#### Après l'apocalypse
- 1 Une nuit, un lâche..., Deligne, Bruxelles, 1979
Scénario et dessin : Ivas Anghel - Couleurs : noir et blanc[47]

#### Aventures réalistes
- 1. Tome 1[48], Deligne, Bruxelles, 1981
Scénario : Maurice Tillieux - Dessin : Maurice Tillieux - Couverture : François San Millan - Préface : Michel Deligne - Couleurs : noir et blanc,Imprimerie Média Productions.
- 2. Tome 2, Deligne, Bruxelles, 1981
Scénario : Maurice Tillieux - Dessin : Maurice Tillieux - Couverture : François San Millan - Couleurs : noir et blanc,Imprimerie Média Productions.
- 3. Tome 3, Deligne, Bruxelles, 1981
Scénario : Maurice Tillieux - Dessin : Maurice Tillieux - Couverture : François San Millan - Couleurs : noir et blanc,Imprimerie Média Productions.

#### Badminton
- 1 Badminton en Amazonie, Deligne, Bruxelles, 1979
Scénario : Mittéï - Dessin : Marc Hardy - Couleurs : noir et blanc

#### Bal du rat mort (Le)
- 1 Le Bal du rat mort[49], Deligne, Coll. Une aventure fantastique, Bruxelles, 1980
Scénario : Jan Bucquoy - Dessin : Jean-François Charles - Lettrage : Benn - noté D/1980/2408/127
- 1 Le Bal du rat mort, Deligne, coll. « Une aventure fantastique », Bruxelles, 1982
Scénario : Jan Bucquoy - Dessin : Jean-François Charles - Lettrage : Bennnoté d/1982/2408/145, en page 2 critiques et prix[Note 11]

#### Belloy
- 1. Chevalier sans armure, Deligne, Bruxelles, 1977
Scénario : Jean-Michel Charlier - Dessin : Albert Uderzo - Jacques Géron pour la couverture[50].
- 2. La Princesse captive, Deligne, Bruxelles, 1977
Scénario : Jean-Michel Charlier - Dessin : Albert Uderzo - Jacques Géron pour la couverture.
- 3. Le Baron maudit, Deligne, Bruxelles, 1977
Scénario : Jean-Michel Charlier - Dessin : Albert Uderzo - Jacques Géron pour la couverture.
- 3. L'homme qui avait peur...de son ombre, Deligne, Bruxelles, 1977
Scénario : Jean-Michel Charlier - Dessin : Albert Uderzo - Jacques Géron pour la couverture.

#### Blondin et Cirage
- 2. Blondin et Cirage contre les gangsters, Deligne, 1973
Scénario et dessin : Jijé - Couleurs : noir et blanc,Format à l'italienne.
- 4. Les nouvelles aventures de Blondin et Cirage, Deligne, 1977
Scénario : Jijé - Dessin : Victor Hubinon - Couleurs : noir et blanc,Format normal.

#### Bob Bang (Les aventures de)
- 1 Dossier M. Tillieux 1947, Deligne, 1974
Scénario et dessin : Maurice Tillieux.
- 1 Maurice Tillieux - Cuvée 1947 - Les Aventures de Bob Bang, Deligne, 1978
Scénario et dessin : Maurice Tillieux,Réédition avec nouvelle couverture.

#### Bob Browning
- 1 Les Bazookas de l'enfer vert, Deligne, 1984
Scénario et dessin : Daniel Chauvin - Couleurs : Daniel Chauvin, Jacqueline Benn pour la couverture.

#### Bob Morane
- 3. Bob Morane et les tours de cristal, Deligne coll. « Dino Attanasio trente années de bandes dessinées », 1979
Scénario : Henri Vernes - Dessin : Dino Attanasio.
- 1. Les Loups sont sur la piste - La Malédiction de Nosférat, Deligne, Bruxelles, 1979
Scénario : Henri Vernes - Dessin : Gérald Forton[51]
- 2. La Piste de l'ivoire, Deligne, Bruxelles, 1979
Scénario : Henri Vernes - Dessin : Gérald Forton.
- 3. L'Île du passé, Deligne, Bruxelles, 1979
Scénario : Henri Vernes - Dessin : Gérald Forton.
- 4. L'Ennemi sous la mer, Deligne, Bruxelles, 1979
Scénario : Henri Vernes - Dessin : Gérald Forton.
- 5. Les Masques de soie, Deligne, Bruxelles, 1979
Scénario : Henri Vernes - Dessin : Gérald Forton.
- 6. La Rivière de perles - La Couronne de Golconde, Deligne, Bruxelles, 1980
Scénario : Henri Vernes - Dessin : Gérald Forton.

#### Bob Slide
- 1 L'Homme à l'œillet, Deligne, Bruxelles, 1982
Scénario et dessin : Maurice Tillieux - Couleurs : noir et blanc,Tirage limité à 1000 exemplaires.

#### Bob Wilson
- 1 L'Ordre du dragon noir, Deligne, Bruxelles, 1984
Scénario : Marcus - Dessin et couleurs : Griffo.

#### Bouldaldar et Colégram
- 2. Les Étonnantes Aventures de Bouldaldar le petit homme[52], Deligne, Bruxelles, 1979
Scénario : Sirius (auteur) - Dessin : Sirius - Couleurs : noir et blanc,Tirage limité à 1000 exemplaires, format à l'italienne.

#### Casey Ruggles
- 1. 1849... l'appel de l'or, Deligne, Bruxelles, 1978
Scénario et dessin : Warren Tufts - Couleurs : noir et blanc,format à l'italienne.
- 2. Joaquin Murietta, le hors-la-loi !, Deligne, Bruxelles, 1978
Scénario et dessin : Warren Tufts - Couleurs : noir et blanc,format à l'italienne.
- 3. Le duel - Face aux Apaches, Deligne, Bruxelles, 1978
Scénario et dessin : Warren Tufts - Couleurs : noir et blanc,format à l'italienne.
- 4. Fusillé à l'aube - L'odyssée du Delta Queen, Deligne, Bruxelles, 1979
Scénario et dessin : Warren Tufts - Couleurs : noir et blanc - format à l'italienne..
- 5. Murietta n'est pas mort !, Deligne, Bruxelles, 1979
Scénario et dessin : Warren Tufts - Couleurs : noir et blanc,format à l'italienne.
- 6. L'enfer de Sidney-Town, Deligne, Bruxelles, 1979
Scénario : Warren Tufts - Dessin : Warren Tufts - Couverture : J.F. Charles - Couleurs : noir et blanc,grand format.
- 7. La poursuite infernale, Deligne, Bruxelles, 1979
Scénario : Warren Tufts - Dessin : Warren Tufts - Couverture : J.F. Charles - Couleurs : noir et blanc,grand format.
- 8-9. Les perles du désert, Deligne, Bruxelles, 1979
Scénario et dessin : Warren Tufts - Couleurs : noir et blanc,Double album, grand format.

#### Chambre noire pour Cristaline
- 1 Chambre noire pour Cristaline, Deligne, Bruxelles, 1980
Scénario et dessin : Jean-Marie Brouyère - Couleurs : noir et blanc - Imprimerie Médias-Productions.[53]

#### Clef hindoue (La)
- Le Mystère de la clef hindoue[45], Deligne, Bruxelles, 1973
Scénario et dessin : Jijé - Couleurs : noir et blanc,Tirage limité à 1000 exemplaires. Format à la française (132 × 250 mm).

#### Conquistadors de la liberté (Les)
- 1. 1591... la nuit rouge de Nice, Deligne, Bruxelles, 1978
Scénario : Gilles Nélod - Dessin : Jacques Géron - Couleurs : Leonardo Vittorio
- 2. Révolte en Méditerranée, Deligne, Bruxelles, 1978
Scénario : Gilles Nélod - Dessin : Jacques Géron - Couleurs : noir et blanc

#### Conspiration de Theti (La)
- 1 La Conspiration de Theti, Deligne, Bruxelles, 1980
Scénario : Michel Guibert - Dessin : Guy Dedecker - Couleurs : noir et blanc[54]

#### Contrebande
- 1 Contrebande - Une aventure de Jane, agent 1630 au service du Trial[55], Deligne, coll. « Espoirs », Bruxelles, 1979
Scénario : Jean Gilles - Dessin : Guy Dedecker - Couleurs : noir et blanc

#### Cromwell Stone
- 1 Cromwell Stone[56], Deligne, Bruxelles, 1984
Scénario et dessin : Andreas - Couleurs : noir et blanc,grand format, noté : D/1984/2408/187
- 1 Cromwell Stone, Deligne, Bruxelles, 1985
Scénario et dessin : Andreas - Couleurs : noir et blanc,grand format, noté : D/1985/2408/178

#### Debby (J.O.K département secret)
- 1 Visa pour la révolution[57], Deligne, Bruxelles, 1979
Scénario : Jacques Géron - Dessin : Jacques Géron,Le t. 2 S.O.S. Triangle des Bermudes annoncé au 2e plat n'est jamais paru.

#### Detective story
- 1 Vic Flint[58], Deligne, Bruxelles, 1980
Scénario : Michael O'Malley - Dessin : Ralf Lane - Couleurs : noir et blanc,Format normal.

#### El Senserenico
- 1 El Senserenico[59], Deligne, Bruxelles, 1982
Scénario et dessin : Jijé - Couleurs : noir et blanc,Prépublié dans l'hebdomadaire Les Bonnes Soirées en 1952-1953.

#### Enragés de la peste blanche (Les)
- 1 Les Enragés de la peste blanche, Deligne, coll. « Curiosity pour adultes », Bruxelles, 1977
Scénario : Jean Pleyers - Dessin : Jean Pleyers

#### Envahisseurs sur Janus
- 1 Envahisseurs sur Janus[60], Deligne, Bruxelles, 1981
Scénario : Stephen Desberg - Dessin : Xavier Musquera - Couleurs : noir et blanc

#### Eppenis
- 1 Ou la guerre contre le dieu mâle, Deligne, Bruxelles, 1980
Scénario et dessin : Serge Mogère - Couleurs : noir et blanc

#### Érik le viking
- 1. L'Épée d'Ingar le Cruel[61], Deligne, 1979
Scénario et dessin : Don Lawrence,Couverture : Jean-François Charles.
- 2. Les Portes d'Atlantis, Deligne, 1979
Scénario et dessin : Don Lawrence - Couleurs : noir et blanc.
- 3. Selgor l'homme-loup, Deligne, 1979
Scénario et dessin : Don Lawrence,Couverture : Jacques Géron.
- 4. Le Casque de Thor, Deligne, 1979
Scénario et dessin : Don Lawrence,Couverture : Jacques Géron.
- 5. El Sarid le sanguinaire, Deligne, 1980
Scénario et dessin : Don Lawrence.
- 6. Cyclos, l'île aux monstres, Deligne, 1980
Scénario et dessin : Don Lawrence.
- 7. Moru, le sorcier des marais, Deligne, 1981
Scénario et dessin : Don Lawrence.
- 8. La Forteresse de la mort, Deligne, 1981
Scénario et dessin : Don Lawrence,Couverture : Jean-Paul Thaulez.
- 9. L'Idole aux yeux de feu, Deligne, 1982
Scénario et dessin : Don Lawrence.
- 10. La Mission périlleuse, Deligne, 1983
Scénario et dessin : Don Lawrence.
- 11. La Main du Diable, Deligne, 1983
Scénario et dessin : Don Lawrence.

#### Fantôme de Géronimo (Le)
- 1 Le Fantôme de Géronimo[62],[63],[Note 12], Deligne, Bruxelles, 1977
Scénario : Michel Deligne - Dessin : Jacques Géron - Couleurs : noir et blanc,Série Curiosity pour adultes.

#### Félix (Tillieux, Éditions Michel Deligne, en noir et blanc)
- 1. Les Aventures de Félix no 1, Deligne, Bruxelles, 1977
Scénario et dessin : Maurice Tillieux,Sélection Curiosity Magazine. Tirage limité à 1000 exemplaires.
- 2. Les Aventures de Félix no 2, Deligne, Bruxelles, 1977
Scénario et dessin : Maurice Tillieux,Sélection Curiosity Magazine. Tirage limité à 1000 exemplaires.
- 3. Les Aventures de Félix no 3, Deligne, Bruxelles, 1977
Scénario et dessin : Maurice Tillieux,Sélection Curiosity Magazine.
- 4. Les Aventures de Félix no 4, Deligne, Bruxelles, 1978
Scénario et dessin : Maurice Tillieux,Sélection Curiosity Magazine.
- 5. Les Aventures de Félix no 5, Deligne, Bruxelles, 1978
Scénario : Maurice Tillieux - Dessin : Maurice Tillieux - Couverture : Jacques Géron,Sélection Curiosity Magazine.
- 6. Les Aventures de Félix no 6, Deligne, Bruxelles, 1978
Scénario : Maurice Tillieux - Dessin : Maurice Tillieux - Couverture : François San Millan,Sélection Curiosity Magazine.

#### Félix (Tillieux, Éditions Michel Deligne puis Dupuis, en couleurs)
La série Félix de Tillieux,,
- 1. Les Ressuscités, Deligne, Bruxelles, 1er trimestre 1981
Scénario et dessin : Maurice Tillieux - Couleurs : Jacqueline Benn,première édition couleurs.
- 2. Trafic de coco, Deligne, Bruxelles, 1er trimestre 1982
Scénario et dessin : Maurice Tillieux - Couleurs : Jacqueline Benn,première édition couleurs.
- 3. 3 Petits Messieurs, Deligne, Bruxelles, 1er trimestre 1982
Scénario et dessin : Maurice Tillieux - Couleurs : Jacqueline Benn,première édition couleurs.
- 4. De Curieux Cigares, Deligne, Bruxelles, 1er trimestre 1983
Scénario et dessin : Maurice Tillieux - Couleurs : Jacqueline Benn,première édition couleurs.

#### Gérard Craan
- 1. Au Dolle Mol[65], Deligne, Bruxelles, 1982
Scénario : Jan Bucquoy - Dessin : Jacques Santi,Préface Jacques Attali, postface Luc Beyer.
- 2 Camp de réforme B, Deligne, Bruxelles, 1982
Scénario : Jan Bucquoy - Dessin : Jacques Santi,Imprimerie Pencoprint

#### Gratin
- 2. Gratin, Deligne, Bruxelles, 1985
Scénario et dessin : Al Séverin - (ISBN 2-87135-010-8),Prix Avenir/espoir 1985 de la Chambre belge des experts en bande dessinée.

#### Irkaa
- 1 Les Boucliers du pouvoir[66], Deligne, Bruxelles, 1983
Scénario : J.-P. Breuer - Dessin : J.-M. Melis - Couleurs : noir et blanc

#### Il était une fois dans l'oued
- 1 (O.P.A. sur la Belgique), Deligne, Bruxelles, 1984
Scénario : Jacques Lambrexhe - Dessin : Dino Attanasio[67]

#### Lucas
- 1 La Machination, Deligne, Bruxelles, 1985
Scénario, dessin et couleurs : Frank Brichau - (ISBN 2-87135-011-6)[68]

#### Marc Dacier
- 1. Aventures autour du Monde[69], Deligne, Bruxelles, 1978
Scénario : Jean-Michel Charlier - Dessin : Eddy Paape - Couleurs : noir et blanc,Réédition Dupuis. Nouvelle couverture. Format normal.
- 2. À la Poursuite du Soleil, Deligne, Bruxelles, 1978
Scénario : Jean-Michel Charlier - Dessin : Eddy Paape - Couleurs : noir et blanc,Réédition Dupuis. Nouvelle couverture. Format normal.
- 3. Au-delà du pacifique, Deligne, Bruxelles, 1978
Scénario : Jean-Michel Charlier - Dessin : Eddy Paape - Couleurs : noir et blanc,Réédition Dupuis. Nouvelle couverture. Format normal.
- 4. Les Secrets de la Mer de Corail, Deligne, Bruxelles, 1978
Scénario : Jean-Michel Charlier - Dessin : Eddy Paape - Couleurs : noir et blanc,Réédition Dupuis. Nouvelle couverture. Format normal.
- 5. Le Péril guette sous la mer, Deligne, Bruxelles, 1978
Scénario : Jean-Michel Charlier - Dessin : Eddy Paape - Couleurs : noir et blanc,Réédition Dupuis. Nouvelle couverture. Format normal.
- 6. Les Sept Cités de Cibola, Deligne, Bruxelles, 1978
Scénario : Jean-Michel Charlier - Dessin : Eddy Paape - Couleurs : noir et blanc,Réédition Dupuis. Nouvelle couverture. Format normal.

#### Marco Polo
- 1. Marco Polo[70], Deligne, Bruxelles, 1977
Scénario : Octave Joly - Dessin : Albert Uderzo - Couleurs : noir et blanc,Couverture : Jacques Géron. Format normal.
- 2. Le Mystère du dragon noir, Deligne, Bruxelles, 1977
Scénario : Octave Joly - Dessin : Pierre Dupuis - Couverture : Jacques Géron - Couleurs : noir et blanc,Format normal.

#### Marrons du feu (Les)
- 1 Le Trésor nazi, Deligne, Bruxelles, 1985
Scénario, dessin et couleurs : Guy Pouks -  (ISBN 2-87135-005-1)[71]

#### Mémoires du commando (Les)
- 1 Aigle noir, Deligne, Bruxelles, 1982
Scénario : Ray Collins - Dessin : Francisco Solano López - Couleurs : noir et blanc[72]

#### Mike Cougar
- 1. Sur la piste de l'homme mort, Deligne, Bruxelles, 1980
Scénario et dessin : Pierre Kosc - Couleurs : noir et blanc[73]
- 2. Les Fugitifs, Deligne, Bruxelles, 1981
Scénario et dessin : Pierre Kosc - Couleurs : noir et blanc

#### Mystère de la jarretière rose (Le)
- 1 Le Mystère de la jarretière rose, Deligne, Bruxelles, 1979
Scénario et dessin : Alain Jost - Couleurs : noir et blanc

#### Omega
- 1 Omega, Deligne, Bruxelles, 1982
Scénario et dessin : Xavier MusqueraLe t. 2 annoncé au 2e plat n'est jamais paru

#### Pionniers du Nouveau Monde (Les)
- 1. Le Pilori, Deligne, Bruxelles, 1982
Scénario et dessin : Jean-François Charles - Couleurs : Jean-François Charles, Michel Dehonnoté D/1982/2408/167.
- 1 Le Pilori, Deligne, Bruxelles, 1985
Scénario, dessin et couleurs : Jean-François Charles - (ISBN 2-87135-006-X)
- 2. Le Grand Dérangement, Deligne, Bruxelles, 1985
Scénario et dessin : Jean-François Charles - Couleurs : Studio Leonardo - (ISBN 2-87135-001-9)[74]

#### Pom et Teddy
- 8. Les nouvelles aventures de Pom et Teddy, Deligne, Bruxelles, 1977
Scénario et dessin : François Craenhals - Couleurs : noir et blanc,Tirage limité à 1000 exemplaires. Format normal, sélection Curiosity Magazine.
- 9. Des copains et des hommes, Deligne, Bruxelles, 1977
Scénario et dessin : François Craenhals - Couleurs : noir et blanc,Tirage limité à 1000 exemplaires. Format normal, sélection Curiosity Magazine.
- 10. Plein feu sur Teddy, Deligne, Bruxelles, 1977
Scénario et dessin : François Craenhals - Couleurs : noir et blanc,Tirage limité à 1000 exemplaires. Format normal, sélection Curiosity Magazine.

#### Rayon de la mort (Le)
- 1 Le Rayon de la mort[75], Deligne, coll. « Curiosity », Bruxelles, 1977
Scénario : indéterminé - Dessin : Marten Toonder - Couverture : Jacques Géron,grand format.

#### Reflets
- Reflets[76], Deligne, Bruxelles, 1980
Scénario : Joseph Gemine - Dessin : Jean-Jacques Gilbert - Couleurs : noir et blanc,format normal.

#### Rémy et Ghislaine
- 1. Le cas étrange de Mr de Bonneval, Deligne, Bruxelles, 1977
Scénario et dessin : François Craenhals - Couleurs : noir et blanc,Tirage limité à 1000 exemplaires. Format normal.
- 2. Le puits 32, Deligne, Bruxelles, 1977
Scénario et dessin : François Craenhals - Couleurs : noir et blanc,Tirage limité à 1000 exemplaires. Format normal.

#### Rèves étranges
- 1 Rèves étranges, Deligne, Bruxelles, 1979
Scénario et dessin : Fernando Clemente - Couleurs : noir et blanc,Format normal.

#### Sigi
- Sigi contre Attila, Deligne, 1er trimestre 1984
Scénario et dessin : Guy Bara - Couleurs : Jacqueline Benn[77]

#### Slot Barr
- 1 Les Amazones de l'espace, Deligne, Bruxelles, 1981
Scénario : Ricardo Barreiro - Dessin : Francisco Solano López - Couleurs : Studio Thaulez,+ dossier de 14 pages sur Slot Barr.

#### Soleil des damnés (Le)
- 1 Opération Edelweiss, Deligne, Bruxelles, 1983
Scénario : Ed Engil - Dessin : Dino Attanasio - Couleurs : Jean-Paul Thaulez[78]

#### Spaghetti
- 1 Liberté chérie, Deligne, Bruxelles, 1977
Scénario : Edel - Dessin : Dino Attanasio - Couleurs : noir et blanc,Tirage limité à 1000 exemplaires.
- 1 Liberty Darling, Deligne, Bruxelles, 1985
Scénario : Edel - Dessin : Dino Attanasio - (ISBN 9782871350187)(en)

#### Soleils de faïence (Les)
- 1 Rue des ombres, Deligne, Bruxelles, 1985
Scénario : Jean-François Di Giorgio - Dessin et couleurs : Denis Merezette - (ISBN 2-87135-003-5)

#### Spirou et Fantasio
- 1. 1938 - L'âge d'or ! - La Naissance de Spirou, Deligne, Bruxelles, 1975
Scénario et dessin : Rob-Vel - Couleurs : noir et blanc,Tirage limité à 1000 exemplaires.
- 2. La Seconde Guerre mondiale et toujours Spirou, Deligne, Bruxelles, 1975
Scénario et dessin : Rob-Vel - Couleurs : noir et blanc,Tirage limité à 1000 exemplaires.

#### Tif et Tondu
- Plein feu sur Will Coll. Curiosity Magazine, Deligne, Bruxelles, 1975
Scénario : Fernand Dineur, Maurice Rosy - Dessin : WillContient : Le Secret de Beersel, La Revanche d'Arsène Rupin, Le Fantôme du Samouraï et la réédition de Le Mystère de Bambochal.

#### Tiger Joe
- 1. Le Cimetière des éléphants, Deligne, Bruxelles, 1977
Scénario : Jean-Michel Charlier - Dessin : Victor Hubinon - Couleurs : noir et blanc[79]
- 2. La Piste de l'ivoire, Deligne, Bruxelles, 1977
Scénario : Jean-Michel Charlier - Dessin : Victor Hubinon - Couleurs : noir et blanc
- 3. Les Hommes léopards, Deligne, Bruxelles, 1977
Scénario : Jean-Michel Charlier - Dessin : Victor Hubinon - Couleurs : noir et blanc

#### Tom Applepie
- 1 Le Royaume de l'Alligator, Deligne, janvier 1980
Scénario : Vicq - Dessin : Benn - Couleurs : noir et blanc,63 p., reliure brochée.

#### Tumak (Les aventures de)
- 1 Les Survivants des terres froides, Deligne, 1979
Scénario et dessin : Cary (Bernard Linssen - Magda Seron) - Couleurs : noir et blanc[80]

#### Un monde sans parents
- 1 Un monde sans parents, Deligne, 1982
Scénario : Martine Bordes-Piquemal - Dessin : Brücke - Couleurs : noir et blanc[81]

#### Victor Sébastopol
- 1 Les Mémoires d'un agent secret[82], Deligne, 1977
Scénario : Hubuc - Dessin : Jacques Devos - Couleurs : noir et blanc,grand format.

#### Vie prodigieuse de Winston Churchill (La)
- 1. Le Jeune Lion, Deligne, 1978
Scénario : Octave Joly - Dessin : Eddy Paape - Couleurs : noir et blancTirage limité à 1000 exemplaires. Format normal. Sélection Curiosity Magazine
- 2. V comme Victoire[83], Deligne, 1978
Scénario : Octave Joly - Dessin : Eddy Paape - Couleurs : noir et blancTirage limité à 1000 exemplaires. Format normal. Sélection Curiosity Magazine

#### Werewolfs (The)
- 1 The Werewolfs, Deligne, 1979
Scénario et dessin : François San Millan - Couleurs : noir et blanc[84]

### Autres
- Misérables (Les) (Paape) Éditeur : Droit d'Écrire, 1995

### Renseignements utiles sur l'éditeur Éditions Michel Deligne
Les informations reprises ci-dessous sont sujettes à caution. Le distinguo entre albums et revues est difficile à établir.
- Quelques renseignements utiles sur cet éditeur[85] :
  - Abréviation de nom utilisée : Deligne
  - Dernière adresse connue : 286, Chaussée de Louvain à 1000 Bruxelles[Note 14]
  - En 1985, adresse des Éditions Michel Deligne S.A. : 35 rue de la Charité à 1040 Bruxelles cfr. l'ours de l'album Le Pilori
  - Numéro(s) ISBN utilisé(s) : 2-87135
  - Nombre d'albums connus (toutes familles): 266
  - Nombre de séries principales (toutes familles): 13
  - Nombre de séries secondaires (toutes familles): 12

_________________________________________________________________________________________________________________________

## Localisation

### Quartier de la place Saint-Josse
- Éditions Michel Deligne

### Riverains de la maison d'édition Michel Deligne / creuset de la bande dessinée bruxelloise
Une carte détaillée des acteurs de la bande dessinée bruxelloise est à voir en ligne
- Ambassade des États-Unis à Bruxelles -  Bd. du Régent no 27, 1 000 Bruxelles
- L'ambassade de France no 65 rue Ducale et Bd. du Régent - 1 000 Bruxelles
- La Maison de Spirou était localisée Bd. du Régent - 1000 Bruxelles près de ces 2 ambassades
- le domicile privé de Michel Deligne
- le domicile et l'atelier de Benn, rue de l'Enclume à 1 210 Saint-Josse-ten-Noode
- La papeterie Ballieu où le personnel et les auteurs achetaient leurs fournitures.
- la librairie no 15 rue Braemt à 1 210 Saint-Josse-ten-Noode, devenue depuis la mosquée el Ouma.

## Documentation

### Livres
: document utilisé comme source pour la rédaction de cet article.
- Jean-Louis Lechat, Un demi-siècle d’aventures t. 2 : 1970 - 1996, Bruxelles, Le Lombard, 5 décembre 1996, 224 p., ill. ; 31 cm (ISBN 280361233X, OCLC 37995939, BNF 37539082, présentation en ligne), p. 61. .
- Philippe Mellot, Michel Denni, Laurent Turpin et Isabelle Morzadec, Trésors de la bande dessinée : BDM 2021-2022 - Catalogue encyclopédique & Argus, Paris, Les Arènes, novembre 2020, 1700 p., ill. ; 23 cm (ISBN 9791037502582, OCLC 1240308146, présentation en ligne), p. 64, 104, 124, 163, 172, 225, 260, 281, 284, 303, 318, 380, 391, 395, 414, 421, 425, 567, 659, 701, 703, 708, 725, 746, 765, 844, 869, 885, 950, 1043, 1051, 1124, 1125, 1126, 1211, 1242, 1254, 1272, 1281, 1282, 1285, 1307. .

### Études
- Alexandra Rolland, Journal et Bande dessinée ou l’histoire d’une fusion entre support et média (1970/1990) - Thèse de doctorat en histoire de l'art contemporain, sous la direction de Philippe Dagen, Université de Paris I - Panthéon Sorbonne, 2009, 545 p. (présentation en ligne), p. 363.
- Floriane Philippe, « Les choix éditoriaux », dans Les éditeurs de bandes dessinées à Bruxelles dans les années quatre-vingts, Textyles, 2007, mis en ligne le 19 juillet 2012, consulté le 28 mai 2022. (présentation en ligne), p. 100-116.
- Philippe Capart, « Du temple à la crypte : Michel Deligne Magazine », La Crypte Tonique, no 0,‎ septembre-octobre 2011, p. 1-19 (présentation en ligne)
- Sylvain Lesage, « De la banalisation de la réédition à la constitution d’une niche éditoriale : L’album de bande dessinée en France de 1950 à 1990 », dans L’effet codex : quand la bande dessinée gagne le livre, Université de Versailles Saint-Quentin, 23 juin 2014 (présentation en ligne), p. 995.
- Sylvain Lesage, « La cité obscure. Les libraires-éditeurs bruxellois, de l’invention d’un patrimoine à la recherche d’une modernité : les éditeurs franco-belges et l’album, 1950-1990 », dans Publier la bande dessinée, Presses de l’enssib, 12 mars 2018 (ISBN 9782375460825, présentation en ligne), chap. 6
- Patrick Gaumer, « Jean Pleyers, sous l'aile de Cuvelier », dans Jacques Martin, le voyageur du temps, Casterman, 17 novembre 2021 (ISBN 9782203136885, présentation en ligne), p. 300. .

### Périodiques
- Thierry Martens, « Et les fanzines ? : Curiosity-Magazine », Spirou, Dupuis, no 1830,‎ 10 mai 1973, p. 51
- Philippe Berthet et Dominique David (interviewés par Christophe Coppens, Benoît Houbart et Erik Kempinaire le 26 juillet 1993), « Entretien avec Philippe Berthet et Dominique David », Rêve-en-bulles, A.D.A.C.B.D., no 6,‎ octobre-novembre 1993, p. 5-14
- Commune de Saint-Josse-ten-Noode, « Michel Deligne (22.01.1938) - Libraire, éditeur », Joske, no 40,‎ novembre 2011 (lire en ligne, consulté le 17 avril 2022)
- Olivier Van Vaerenbergh, « La Crypte Tonique », Focus Vif,‎ 23 avril 2012 (lire en ligne , consulté le 11 avril 2022).

### Articles de presse et rubriques
- Pierre Loppe, « Une B.D. wallonne qui tourne bien mal », La Libre Belgique,‎ 10 avril 1987, p. 3
- Didier Pasamonik, « Bande dessinée : collection et patrimoine culturel », ActuaBD,‎ 25 octobre 2006 (lire en ligne, consulté le 19 septembre 2022)
- Didier Pasamonik, « Comix Club no 6 – Revue critique de bandes dessinées », ActuaBD,‎ 5 janvier 2008 (lire en ligne, consulté le 31 mai 2022)
- Henri Filippini, « Patrimoine : Le Journal illustré le plus grand du monde », BDzoom,‎ 30 août 2016 (lire en ligne, consulté le 28 avril 2022)
- Grégoire Cromhaire, « Michel Deligne est à bout de souffle », La Libre Belgique,‎ 29 avril 2009 (lire en ligne, consulté le 23 avril 2022)
- John Flichty, « Éditions Michel Deligne - Liste de 158 bd », SensCritique,‎ 2018 (lire en ligne, consulté le 25 mai 2022)
- Jacques Schraûwen, « China Li: 1. Shanghai », RTBF,‎ 23 septembre 2018 (lire en ligne, consulté le 29 mai 2022).

### Interview
- Michel Deligne (interviewé par Didier Pasamonik), « Michel Deligne : « J’ai toujours fonctionné au sentiment » », ActuaBD,‎ 10 juillet 2005 (lire en ligne, consulté le 27 avril 2024).

### Vidéographie
- [vidéo] « Bandes dessinées & armes à feu », Michel Deligne sur La Crypte tonique, 2012, 3,30 min, Réalisateur : Yoann Stehr, Bruxelles (consulté le 19 avril 2022)